# エドワード七世の戴冠式
『エドワード七世の戴冠式』（エドワードななせいのたいかんしき、英語: The Coronation of Edward VII、フランス語: Le Sacre d'Édouard VII）は、1902年にフランスのジョルジュ・メリエスが監督し、イギリスのチャールズ・アーバンが製作した短編サイレント映画である。ヴィクトリア女王の死去により、新たにイギリス国王に即位したエドワード7世と王妃のアレクサンドラの戴冠式を再現した作品で、本来なら長時間にわたる式典の主要な段階だけを取り上げ、約6分のワンシーンの映像にまとめている。これは映画史初期に普及したジャンルで、時事的な出来事を劇的に再現した「再構成されたニュース映画」の1本である。1902年に行われた実際の戴冠式に先立って作られ、戴冠式の当日に公開された。
アーバンはイギリス政府からの許可が下りず実際の戴冠式を撮影することが不可能だと分かると、メリエスに戴冠式を再現するよう依頼した。戴冠式をリアルに再現するため、アーバンがイギリスで式典の詳細な情報を入手し、メリエスがフランスのスタジオでそれを基にしてセットや小道具を作った。撮影はウェストミンスター寺院内部を再現した屋外のセットで行われ、実在の人物と顔の似ている人物を俳優に起用した。作品は6月26日に予定された戴冠式に間に合うように完成したが、エドワードが病気になったため、実際の式典と本作の公開の両方が8月9日まで延期された。公開されるとイギリスやその他の地域で高い成功を収めたが、少なくとも1人のジャーナリストが式典を偽造したことで強く批判した。エドワード自身も本作を鑑賞して喜んだと伝えられており、メリエスの最も評判の良い作品の1つであり続けている。

## プロット
この作品は、1902年にウェストミンスター寺院で行われる新国王エドワード7世と王妃アレクサンドラの戴冠式の重要な段階をまとめている。まず承認と宣誓が行われ、国王は聖書に接吻し、宣誓書に署名する。戴冠式で用いられるエドワード王の椅子に着席した国王は、カンタベリー大主教のフレデリック・テンプルにより聖油を注がれる。次に国王は剣を奉納し、絹の法衣をまとったあと、宝珠や王笏を授けられる。そして国王は大主教により王冠をかぶせられ、王妃とともに玉座に座り、参加者全員から敬意を表される。

## 背景

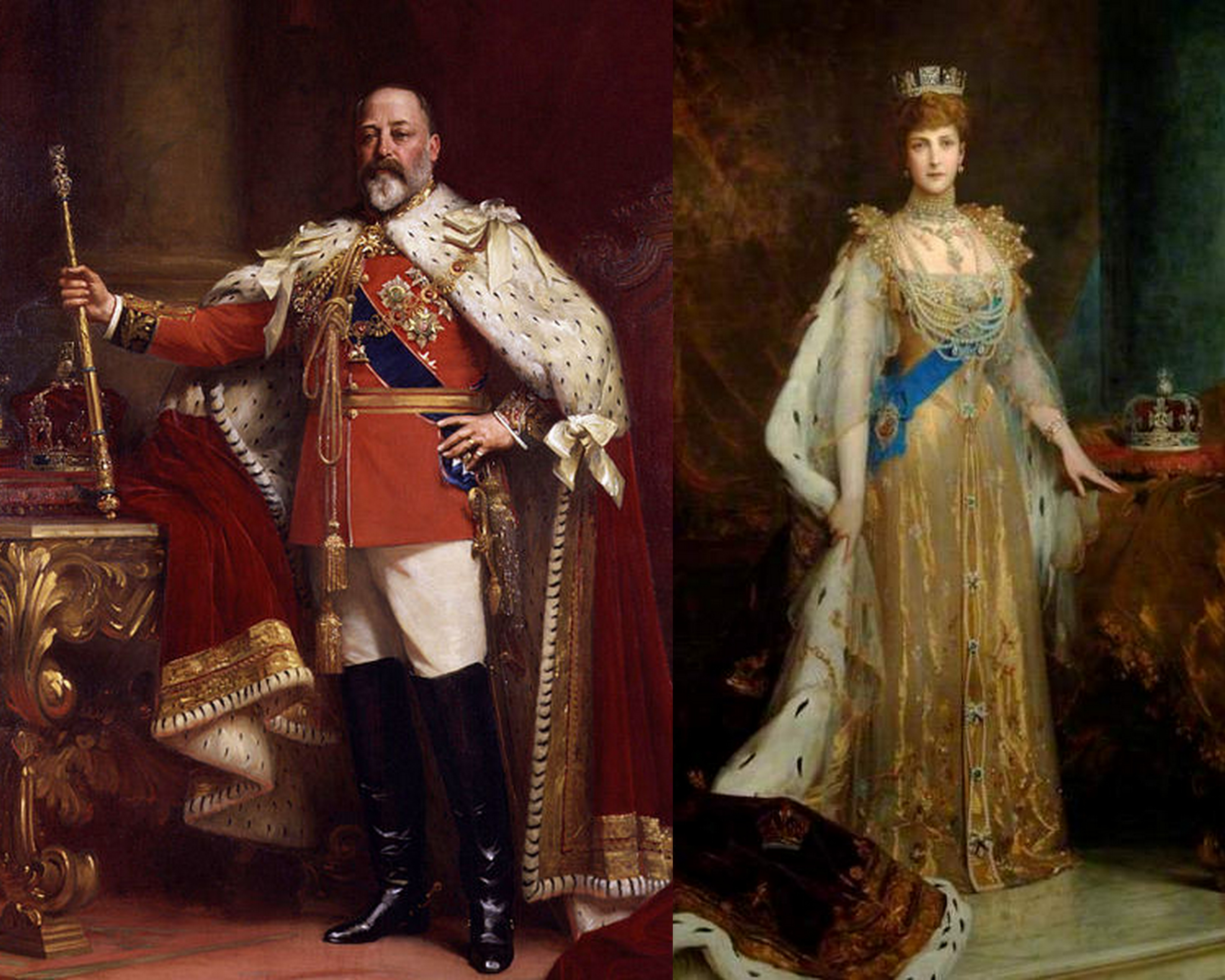
戴冠式の法衣をまとったエドワード7世とアレクサンドラ妃を描いたルーク・フィルズの肖像画。

イギリスの君主であるヴィクトリア女王は1901年1月22日に亡くなり、その時点でヴィクトリアの長男であるプリンス・オブ・ウェールズのアルバート・エドワードがエドワード7世として即位した。エドワードと1863年に彼と結婚した王妃のアレクサンドラの戴冠式は、1902年6月26日に執り行われることが予定されていた。

### 本作の製作者について
本作の監督であるフランスの映画製作者のジョルジュ・メリエスは、革新的な物語映画『シンデレラ』（1899年）や『ジャンヌ・ダルク』（1900年）ですでに高い評価を得ており、1902年の夏には自身最大の国際的な成功作となる『月世界旅行』（1902年）の製作を完了していた。それまでにメリエスは、映画史初期に普及したジャンルである「再構成されたニュース映画」（後述）を何本も撮影しており、その主な作品としては、1898年の戦艦メイン号爆破事件を題材にしたシリーズや、『ドレフュス事件』（1899年）が知られている。1902年はメリエスにとってこのジャンルにおける最後の作品を撮影した年であり、それは順にプレー山の噴火を描いた『マルチニク島の火山の爆発』、半硬式飛行船の事故を描いた『飛行船パックス号の災難』、そしてエドワード7世の戴冠式を描いた本作である。
本作の製作者であるアメリカの起業家のチャールズ・アーバンは、エジソン社の代理店であるマガイア＆ボーカス社のロンドン支店の営業部門を任されていたが、1898年にロンドンに自身の映画会社ウォーリク・トレイディング社を設立した。アーバンの会社は、メリエスのキャリアで最も実りの多い時期に、メリエスが経営する映画会社スター・フィルムのイギリスでの代理店となり、またバイオグラフ社を通じて時折メリエス作品をアメリカでリリースしていた。

### 再構成されたニュース映画
映画史初期の作品は、現実の光景や行事、人物、風景、パフォーマンスなどをそのまま記録したアクチュアリティ映画（実写映画とも）が主流だった。1896年のニコライ二世の戴冠式や、1897年のヴィクトリア女王の即位60周年記念式典（ダイヤモンド・ジュビリー）などの時事的な出来事も撮影されたが、これらはその出来事が行われる日に出向いて記録するという点で、映画の報道としての性格を備えるようになり、ニュース映画としてジャンル化された。こうした作品は、記録対象の出来事が起きた場所とは遠いところにいる観客たちに、歴史的出来事の実際の現場に立ち会っているような印象を与え、それはニュース映画、そして再構成されたニュース映画の発展を促した。
再構成されたニュース映画（actualité reconstituée）は、アクチュアリティ映画とは異なり、セットや役者を使って舞台上で、ある時事的な出来事を可能な限りリアリティを持たせながら劇的に再現した作品のことである。当時の映画ではセンセーショナルな出来事や天災、戦争、記念行事などが関心を集めやすい主題として求められていたが、再構成されたニュース映画は実際に現場に赴いて撮影する必要があるニュース映画よりも主題の選択の幅を広げることができた。メリエスも観客からのニュース映画の主題の要求が大きいことに注目したが、世界中にカメラマンを派遣して撮影するシステムを持ち得なかったため、1897年から再構成されたニュース映画を作るようになった。
再構成されたニュース映画の作品のいくつかは、観客に本物の映像だと思い込ませることを意図した偽物のニュース映画として作られた。しかし、メリエスの再構成されたニュース映画の場合は、本物の映像と偽って観客を騙すことを意図してはおらず、故意に再現した作品であることを明らかにしている。それにもかかわらず、一部の観客はメリエスの映画が本物であると思い、一部の興行者は本物と誤って宣伝したこともあったという。映画史研究者の小松弘によると、再構成されたニュース映画はフィクションとノンフィクションの中間に位置するものであるが、物語映画のシステム化が見られない初期の映画ではフィクションとノンフィクションの差異が明確ではなく、再構成されたニュース映画のジャンルもノンフィクションのニュース映画と同等に考えられていたという。

## 製作
チャールズ・アーバンは、本物の戴冠式の様子を撮影することに関心を示したが、イギリス政府はウェストミンスター寺院の中に映画用カメラを持ち込むことを許可しなかった。たとえ許可が与えられたとしても、ウェストミンスター寺院の内部は暗すぎるうえに、カメラのクランクの回転音が式典を邪魔してしまうため、実際の式典を撮影することは不可能だった。そこでアーバンは、ビジネス上の関係があり、再構成されたニュース映画を作る手腕が高く評価されていたメリエスにその撮影を依頼した。そのためこの作品は、一般的な再構成されたニュース映画のように、実際の出来事を事後的に再現したものではなく、予想された出来事に先立つ再構成作品として作られた。
この作品はメリエスとアーバンの共同製作として作られ、メリエスがフランスのセーヌ＝サン＝ドニのモントルイユに建設した映画スタジオで撮影を行い、アーバンがプロジェクトの委託と資金提供を行った。本作のアメリカにおける宣伝広告では、製作費は1万ドルとなっている。メリエスは当初、自身のファンタジー映画で使用した人工的な演劇スタイルで戴冠式を再現することを検討した。メリエスがアーバン宛ての手紙で提案したと思われるアイデアの1つは、亡くなったばかりのヴィクトリア女王の幻影を登場させるというものだった。しかし、アーバンは、それまでのメリエスが試みたような出来事の想像的な再現ではなく、来たるべき戴冠式のよりリアルな事前再現を求めた。アーバンが5月26日付でメリエスに宛てた手紙には、次のように書かれている。
私は（実際には何時間も続く）戴冠式を5分から8分ほど続く「ワンシーン」だけで作ることに決めました。…このことを何人かの政府高官に話したところ、彼らはそれをうまく作りさえすれば、おそらく国王が私にその作品を見せるように命じるだろうと言いました。ですので、この作品は「あなたの傑作」でなければなりません。…注：この作品のどこにも商標を入れないでください。

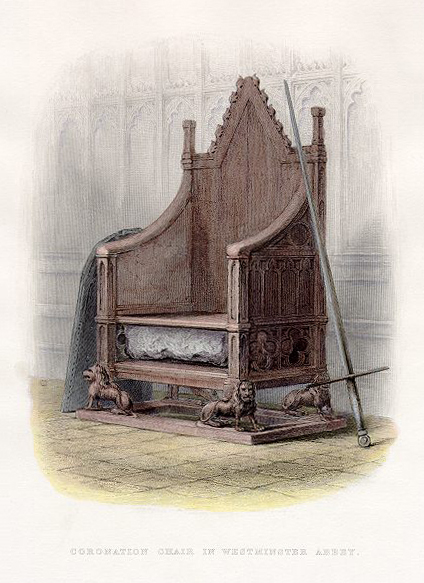
戴冠式で使用されるエドワード王の椅子。メリエスは式典関係者から入手した情報を基に、この椅子を含む道具類を制作した。

アーバンはリアリティを求めるため、戴冠式を準備するイギリスの高官などの関係者の協力を得て、ウェストミンスター寺院内の外観図や、道具類の資料など、式典の進行の詳細について正確な情報を手に入れ、それをメリエスに渡した。メリエスはアーバンの助言と資料に従って、すべての舞台装置や小道具、衣裳などを制作した。撮影の調査のためにウェストミンスター寺院を訪れた可能性のあるメリエスは、寺院内部の身廊と交差するところからの視点で北翼廊を示したセットを、トロンプ・ルイユの技法を使用して組み立てた。メリエスは撮影に使うレンズの幅に合わせて、セットの大きさを実際のものよりも縮小しているが、それでもセットはメリエスの映画スタジオの中で組み立てるには大きすぎたため、モントルイユにある自分の庭に作られた。メリエスは舞台装置を無駄にはせず、『英仏海峡トンネル』（1907年）や『千一夜物語』（1905年）などの後年の多くの作品で、本作で使用した玉座や肘掛け椅子などの小道具を再利用した。
この作品では約40人の俳優が出演しているが、メリエスはできるだけ実在の人物と顔の似ている人物を起用した。例えば、アレクサンドラ妃はシャトレ座の踊り子を起用した。エドワード7世には、ル・クレムラン＝ビセートルの洗濯屋で働いていた男性が、顔がそっくりだったという理由で起用された。この男性は、メリエスの1907年のファンタジー映画『英仏海峡トンネル』でも同じ役を演じた。また、メリエスの甥（兄ガストン・メリエスの息子）のポールも、国王の戴冠式用の剣を持つアテンダント役として出演した。ウェストミンスター寺院のトリフォリウムに着席した列席者たちは、前の1、2列だけが本物のエキストラで、その後ろの人たちはトロンプ・ルイユによるだまし絵で描かれている。メリエスは俳優の演技やメイクについても、アーバンから次のようなアドバイスを受けた。
メイクや演技は完璧でなければなりません。実際には、国王は王妃より数インチ低いですが、これを作品で示してはなりません。国王はこの点で非常に敏感であり、常に王妃より少し背が高く見えることを望んでいます。
この作品は、実際の戴冠式が行われる数時間を、その最も重要ないくつかの瞬間だけ網羅した約6分間のワンショットに凝縮している。アーバンは製作中にメリエスの映画スタジオを訪れて作品をチェックし、自分のカメラを撮影に使用することを主張した。アーバンの晩年の回想によると、イギリス映画のパイオニアとして知られるアーバンの同僚のジョージ・アルバート・スミスが、カメラを操作するためにメリエスのスタジオを訪れたという。メリエスはこの作品を、ウォーリク・トレイディング社によるイギリス公開用と、バイオグラフ社によるアメリカ公開用の2つのテイクに分けて撮影し、おそらくイギリスの観客に戴冠式の最も正確な描写を提供するために2つのテイクのエンディングを入れ替えた。その後、メリエスはアメリカにスター・フィルムの支社を設立した時に、2つのネガフィルムを同時に撮影する試みを始め、1つはフランス国内市場用に、もう1つはニューヨークでの著作権登録用に使用した。

## 公開と反応

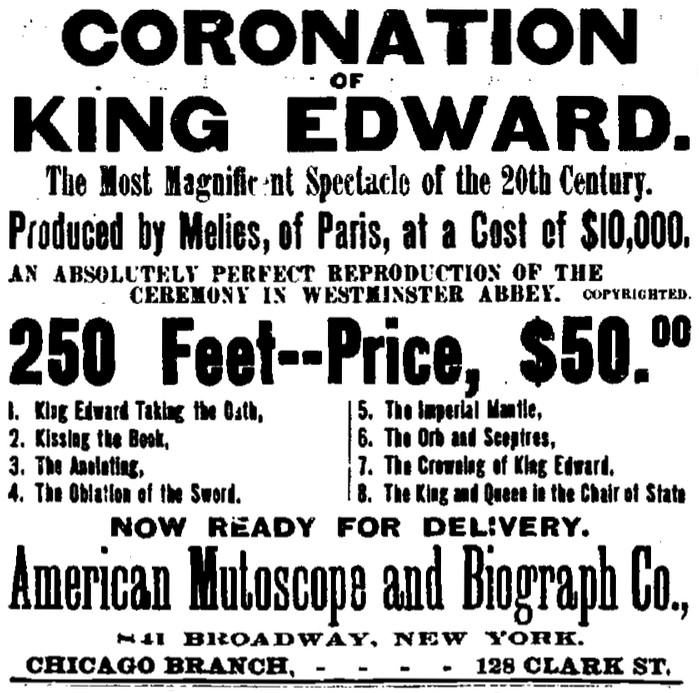
本作の新聞広告（『New York Clipper』1902年8月23日付）

アーバンは、この作品を戴冠式が行われるその日に公開することを考えていた。作品は6月21日に完成し、26日に予定される戴冠式に間に合った。しかし、24日にエドワードは虫垂炎と診断された。当時この疾患は死亡率が高く、手術も一般的には行われていなかったが、この頃に開発された麻酔と殺菌剤の技術を使用することで手術をすること自体は可能だった。無菌手術の創始者であるジョゼフ・リスターの支援を受けた外科医のフレデリック・トリーブは、当時は型破りだった切開部から腫瘍を取り出すという手術方法で、病気の治療に成功し、エドワードの容態は翌日までに戻り始めた。国王の命が無事救われたものの、戴冠式は8月9日に延期となり、本作の公開もそれに合わせて延期された。
8月9日の戴冠式当日の夜、本作はロンドンのアルハンブラ劇場で初公開された。その上映にあたり、アーバンは実際の戴冠式でカメラを設置し、式典の前にエドワードと招待客たちの馬車がウェストミンスター寺院に到着する光景と、式典終了後にエドワードが馬車でバッキンガム宮殿に戻る光景を撮影し、これらのショットをメリエスの映画の最初と最後に付け加えることで、作品の本物らしさを高めた。これらの記録映像は失われた映画と考えられていたが、ロンドンのBFIナショナル・アーカイブには到着の光景を写した映像のいくつかの静止画が残されている。エドワードの病気の回復に伴う疲労のため、映画に示されている式典の瞬間の一部は、実際の戴冠式で省略されている。
本作はウォーリク・トレイディング社のために作られた作品であるため、メリエスのほとんどの映画とは異なり、スター・フィルムのカタログには記載されていないが、ウォーリク・トレイディング社とバイオグラフ社から『Reproduction, Coronation Ceremonies, King Edward VII』や『Coronation of King Edward』などのタイトルで販売された。バイオグラフ社では50ドルでフィルムを販売していた。どのリリースの場合も、実際の式典の映像であると宣伝されたわけではなく、演出による再現映像であると認められていた。アーバンも再現にかけた入念さと製作費の額の大きさを強調して宣伝した。それは一般観客にも受け入れられたが、フランスのイラスト付き日刊紙『プティ・ブルー』のジャーナリストは、本作が偽りであることを厳しく批判した。
イギリス人のみなさん、あなたがたはだまされています。私たちはすばらしい儀式をご覧になって驚嘆させられているあなた方を興醒めに陥れるのを承知でこのことをお知らせするのです。何よりもまず真実が大切だからです！…確かにあるものが示されはしますが、このあるものは言うならば見せかけのもの、見かけ倒し、田舎芝居でありましょう。厳かに王座についているエドワード七世と傍にいる優美でしかも厳粛なアレクサンドラは、厚紙で作られた椅子が備え付けられ、書割でうわべだけを飾った広間で冠を戴いたモントルイユのエキストラたちなのです。
サドゥールによると、この批判記事はウォーリク・トレイディング社とメリエスの競争相手たちが、本作の成功を妨害しようとして新聞に訴え、それに焚きつけられて発表されたものであるという。こうした映画のネガティブ・キャンペーンは、過去にもアメリカのリチャード・ホラマンの『オーバーアマガウのキリスト受難劇』（1898年）でも行われていた。キリスト受難を描くホラマンのこの作品は、ニューヨークのビルの屋上で現地の俳優を使って撮影したものであるが、ホラマンはこの作品をドイツのオーバーアマガウで10年に1度だけ村人により上演されることで知られる受難劇の舞台の本物の再現映画であり、実際にオーバーアマガウの村人の出演で撮影したと宣伝して公開した。これに対して競争相手は新聞に訴え、彼らに焚きつけられた『ニューヨーク・ヘラルド』紙がこの作品の偽りを告発する記事を掲載した。サドゥールは、本作で『オーバーアマガウのキリスト受難劇』と似た宣伝キャンペーンが競争相手により展開され、それは『プティ・ブルー』の文章が証言していると述べている。
本作はすぐに人気を博し、アルハンブラ劇場で看板作品としての地位を獲得し、イングランドのモス・エンパイヤーズが経営するミュージック・ホールのチェーンで公開されたあと、世界中で上映された。戴冠式の数日後に作品が公開されたアメリカでは、興行師のライマン・H・ハウが他のロンドンの街や戴冠式のパレードの映像とともに上映し、好評を受けた。あるアメリカ人批評家は「カメラマンの芸術作品で、王の戴冠式のような重要なイベントをとても忠実に再現するという細かな仕事をするなど、本当に信じられない」と述べている。メリエスはこの作品で得たたくさんの利益を使って、同年に『ガリヴァー旅行記』と『ロビンソン・クルーソーの冒険』の2本の大作映画を製作した。
本作はメリエスの再構成されたニュース映画の中で、複雑さと注目度において『ドレフュス事件』（1899年）に次ぐ作品である。メリエス映画研究者のジョン・フレイザーは、本作の「荘厳さと慎ましさ」について高く評価し、エリザベス・エズラは作品の「ファンタジーとリアリズムの相互作用」を強調し、「鑑賞者に2つの典型的なモードの違いについて問いかける」ことを求めた。戴冠式の数日後、本作はウィンザー城でエドワード7世とその家族の前で上映された。伝えられるところによると、エドワードは上映に喜び、メリエスに「映画というのは素晴らしいなあ。実際にはなかったシーン（王の疲労で省略された儀式のこと）まで見せてくれるんだもの」と述べたという。